# Rhene biguttata
Rhene biguttata là một loài nhện trong họ Salticidae.
Loài này thuộc chi Rhene. Rhene biguttata được Elizabeth Maria Gifford Peckham & George William Peckham miêu tả năm 1903.